# Paraperopyrrhicia papua
Paraperopyrrhicia papua är en insektsart som beskrevs av Viktor von Ebner-Rofenstein 1915. Paraperopyrrhicia papua ingår i släktet Paraperopyrrhicia och familjen vårtbitare. Inga underarter finns listade i Catalogue of Life.